# 아오키 쓰바사
아오키 쓰바사(일본어: 青木 翼, 1993년 11월 17일 ~ )는 일본의 축구 선수이다. 현재 일본 풋볼 리그의 FC 마루야스 오카자키에서 뛰고 있다.

## 구단 경력
그는 2015년부터 2019년까지 J리그의 FC 기후, 더스파구사쓰 군마에서 활동하였다.